# Ligier JS2
Ligier JS2 byl jediný sportovní automobil, který vyráběla francouzská společnost Ligier. Vyráběl se v letech 1971 až 1975. Vyrobeno bylo asi 150 kusů.
Název JS pocházel z iniciálů jména Jo Schlesser, což byl přítel Guye Ligiera, který zahynul v roce 1968 za volantem monopostu Honda při Grand Prix Francie. K pohonu původně sloužil vidlicový šestiválec Ford, který se nacházel před zadní napravou. Brzy byl vystřídám motorem stejného typu od výrobců Citroën-Maserati.